# Копінг-картка
Копінг-картка — один із методів когнітивно-поведінкової терапії, направлений на випрацювання навику раціонального мислення.
Назва походить від поняття копінгу — стратегії подолання людиною стресової ситуації. Також копінг-картки допомагають справитися з когнітивними викривленнями, депресивними станами, суїцидальними думками.
Копінг-картки представляють собою флеш-картки, на яких з одного боку пишеться критична думка чи проблема, а з іншого — раціональна думка чи шлях вирішення проблеми. Вони можуть бути як фізичними, так і електронними (у додатках для створення флеш-карток), але мають зберігатися в доступному місці чи розміщуватись у зоні ймовірного виникнення критичної ситуації (наприклад, картка на холодильнику для пацієнтів з компульсивним переїданням).
Джудіт С. Бек поділяє копінг-картки на три типи:
1. автоматична думка — адаптивна відповідь (заміна негативних автоматичних думок раціональними);
2. копінг-стратегії (опис складної ситуації і кроків з її подолання);
3. активізуючі самоінструкції (опис ситуацій для підвищення мотивації і словами  афірмації)[6].

Алгоритм роботи з копінг-картками:
- Психолог працює з критичними думками з пацієнта, сформувуючи раціональні (альтернативні) думки.[7]
- Психолог пропонує пацієнту записати їх у вигляді флеш-картки.[3][8]
- Разом визначають графік читання картки. Це має відбуватися не тільки при виникненні критичних думок, а регулярно (по декілька разів на день)[9]. Для кращих результатів бажано, аби пацієнт мав не більше 3 карток[10].

## Приклад копінг-картки

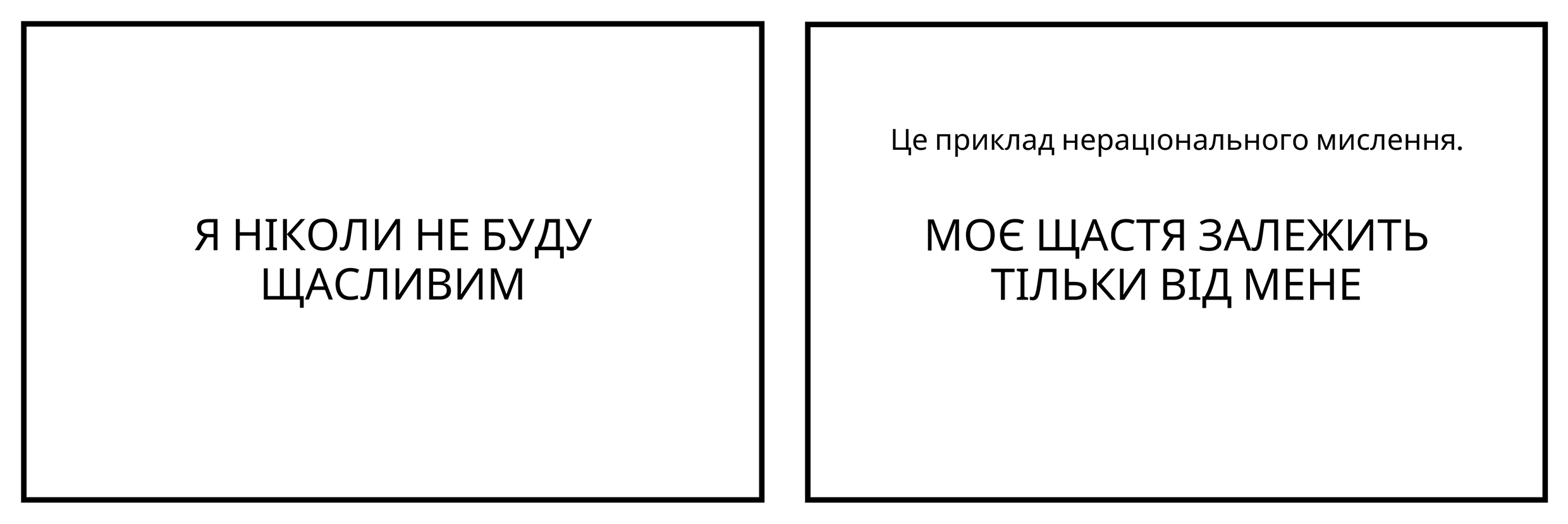
Деструктивна думка (зліва) і її раціональна заміна